# Pegau
Pegau é um município da Alemanha, situado no distrito de Leipzig, no estado da Saxônia. Tem 48,61 km² de área, e sua população em 2019 foi estimada em 6.325 habitantes.